# Symbiotische nova
Een symbiotische nova is een langzaam, onregelmatig ontploffende veranderlijke ster met uiterst langzaam nova-achtige uitbarstingen met een amplitude tussen 9 en 11 magnitude. 

## Kenmerken
De symbiotische nova blijft op zijn maximale helderheid gedurende één of meerdere decennia, om dan weer terug te vallen naar zijn oorspronkelijke lichtkracht. Een mogelijke samenstelling van dit type dubbelster is een rode reus, waarschijnlijk een Mira-veranderlijke met een witte dwerg, met duidelijk contrasterende spectraallijnen en massa-eigenschappen die wijzen op een symbiotische dubbelster. Verondersteld wordt dat de rode reus in zijn rochelob materie verliest aan de zwaartekracht van de witte dwerg, wat daar accumuleert tot een kritiek punt, zodat het tot een uitbarsting (nova) komt, veroorzaakt door kernfusie. 
De maximumtemperatuur wordt geschat op 200.000 kelvin, vergelijkbaar met die van een nova, maar anders dan die van een dwergnova. De trage opbouw van lichtkracht zou dan komen door de tragere vorming van ionisatie voor de frontgolf van de uitbarsting.
Men veronderstelt dat de witte dwerg in dit geval onder de Chandrasekhar-limiet blijft, waardoor deze na de uitbarsting intact blijft.

## Voorbeelden
Een voorbeeld van een symbiotische nova is V1016 Cygni, waarvan de uitbarsting in 1971-2007 duidelijk een kernfusie-uitbarsting betrof.

## Bron
- Dit artikel of een eerdere versie ervan is een (gedeeltelijke) vertaling van het artikel Symbiotic nova op de Engelstalige Wikipedia, dat onder de licentie Creative Commons Naamsvermelding/Gelijk delen valt. Zie de bewerkingsgeschiedenis aldaar.